# 법화산 (전북)
법화산(法華山)은 높이 707m로 전북특별자치도 장수군의 천천면 삼고리와 계남면 화양리의 경계에 있는 산이다.

## 위치
전북특별자치도 장수군의 법화산은 남쪽으로 봉화산, 북으로 침령산성(전라북도 문화재자료 제176호)이 있는 방아재, 동으로는 백화산, 서쪽으로 국사봉 등이 있다.
현재 주소는 전북 장수군 천천면 춘송리로 되어 있다. 작은 싸리재로 분리되는 곳에서 남쪽 아래의 봉우리는 봉화산(786.2m)이다. 즉, 남쪽은 싸리재와 경계를 이루어 장수읍과 인접했으며, 서쪽은 법화산이 경계가 되어 천천면과 인접해 있다.

## 지명 유래
법화산이라는 산 이름은 불교의 영향이 많았던 것으로 법화경에서 유래된 것으로 보인다. 특히 전북 장수군에는 법화산과 영취산, 백화산, 장안산 등 불교적인 의미를 가진 산들이 많다.

## 지질
전북특별자치도 장수군의 법화산은 좌우에는 천천면과 계남면의 좁고 긴 남북방향의 침식분지들이 장수읍까지 이어지다가 하나로 합쳐지는 모습이다.
장수군의 북쪽으로 깃대봉(930m)·백화산(851m)·봉화산(786m)·장안산(1,237m)·마봉산(724m)·사두봉(1,015m)·묘복산(846m) 등의 높은 산들이 있는데 786m의 봉화산과 함양쪽에 있는 919.8m의 봉화산은 같은 장수군에 걸쳐 있지만 백두대간의 다른 산맥이다. 그래서 옛부터 혼동으로 함양군 경계에 있는 봉화산을 1,237m의 장안산으로 불리기도 하였다.

## 같이 보기
- 장안산
- 한국의 산